# Národní strana
Die Národní strana (deutsch Nationalpartei), später als Staročeši (Alttschechen) bezeichnet, war eine Politische Partei im Böhmischen Landtag und im Österreichischen Reichsrat der Österreichischen Monarchie.

## Geschichte

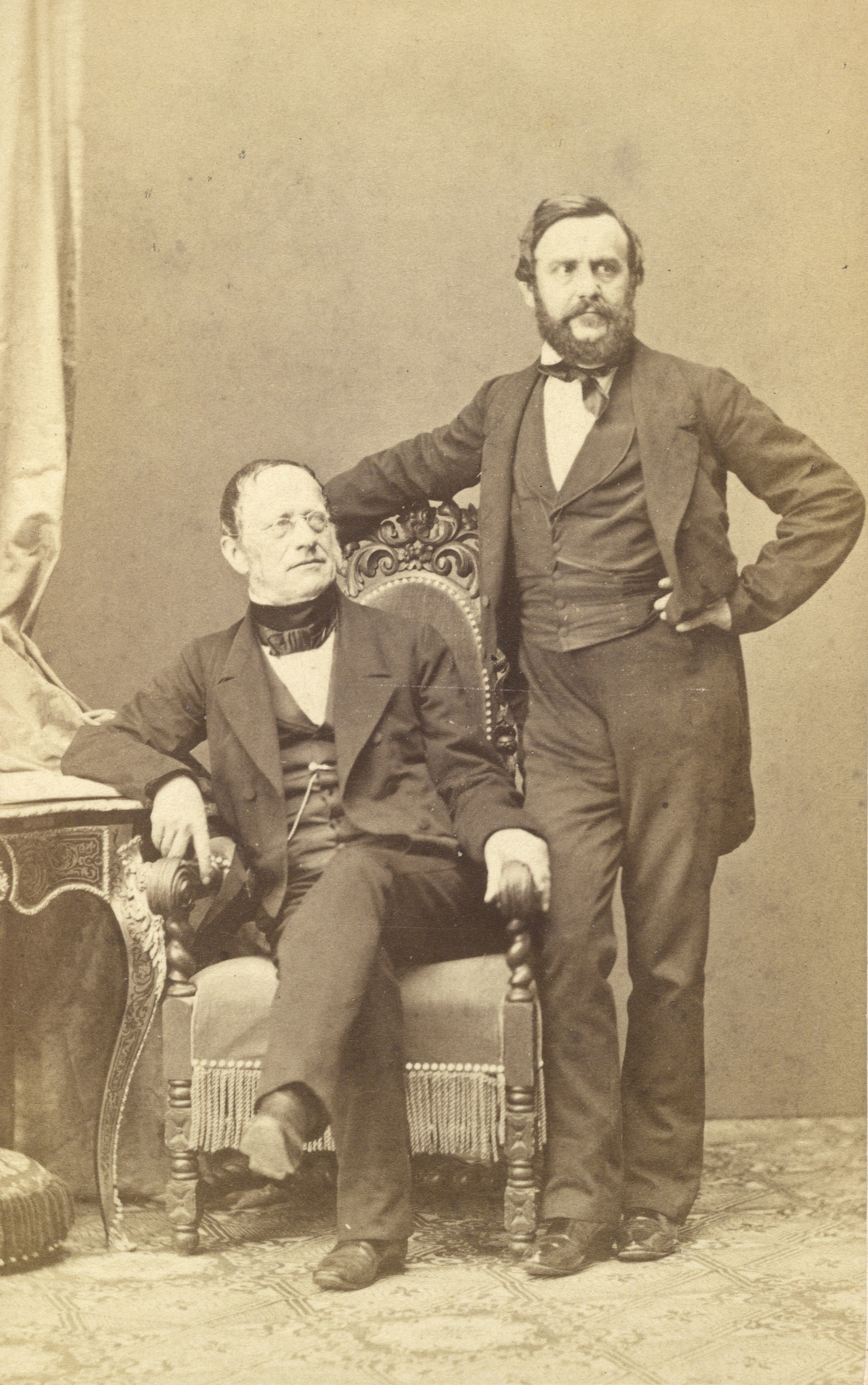
František Palacký und František Ladislav Rieger

Die Národní strana entstand nach dem Slawenkongress 1848 als Interessenvertretung böhmischer Bürgerlicher. Somit gilt sie Národní strana als die älteste tschechische Partei. Politische Aktivität nahm sie vor allem nach dem Fall des Bachschen Absolutismus im Jahr 1859 auf. In der Partei fanden unterschiedliche politische und idealistische Gruppierungen ihre Heimat, darunter auch Katholiken. Die Partei wurde vor allem durch ihre Führer, die Liberalen František Palacký, František Ladislav Rieger, Josef Kaizl und August Brauner zusammengehalten. In Mähren gegründete und leitete Albert Pražák einen eigenständigen Zweig der Partei.
Zum ersten Bruch in der Národní strana kam es 1861, als die Frage des Standpunktes des böhmischen Adels zum polnischen Aufstand diskutiert wurde. 1863 zerfiel die Partei in den führenden, konservativen Flügel Staročeši (Alttschechen) und den demokratisch orientierten Flügel Mladočeši (Jungtschechen). 
Die Auseinandersetzungen dauerten bis 1874 an, bis zur Gründung der Národní strana svobodomyslná (Nationalpartei der Freidenkenden). Die Partei akzeptierte den Föderalismus, das Nationalrecht und verfolgte patriotische sowie liberale Ziele. 
Ab 1863 bis 1891 war die Nationale Partei teilweise im österreichischen Reichsrat vertreten. Von 1872 im bis 1895 repräsentierte sie die konservativen Bürgerlichen im Böhmischen Landtag, danach war sie vor allem auf kommunaler Ebene tätig. Eine Zeit lang unterstützte sie auch die Politik der Jungtschechen.
Seit 1880 hatte sie allerdings keinen großen Einfluss mehr auf die Politik. Sie trat im gleichen Jahr der Partei Česká státoprávní demokracie bei.

## Zeitungen der Partei
- Národní listy seit 1863
- Národ
- Národní pokrok
- Pokrok
- Politik
- Hlas národa